# Villers-la-Chèvre
Villers-la-Chèvre é uma comuna francesa na região administrativa de Grande Leste, no departamento de Meurthe-et-Moselle. Estende-se por uma área de 4,02 km². Em 2010 a comuna tinha 579 habitantes (densidade: 144 hab./km²).